# Міністерство Російської Федерації у справах Криму
Міністерство Російської Федерації у справах Криму — російське окупаційне «федеральне міністерство», яке займалося розробкою проектів державних програм з розвитку тимчасово окупованого Росією під час російсько-української війни 2014–2016 рр Криму. Існувало з 31 березня 2014 по 15 липня 2015.
Міністром Російської Федерації у справах Криму був Олег Генріхович Савельєв. Вищий орган державної влади: Уряд Російської Федерації. Міністерство курирував заступник Голови Уряду Російської Федерації Козак Дмитро Миколайович.
Міністерство було утворене для вирішення завдань щодо «інтеграції» Автономної Республіки Крим і міста Севастополя до складу Росії, яка в лютому-березні 2014 року окупувала Кримський півострів. 10 травня 2014 було затверджено положення про міністерство. 15 липня 2015 міністерство було скасоване. Функції скасованого міністерства були передані Міністерству економічного розвитку Російської Федерації.
В квітні 2015 року в міністерстві працювало 118 чиновників, що становило 55,7% від штату